# Monteirolet
Monteirolet (en francès Montrollet) és un municipi de França situada al departament del Charente i a la regió de la Nova Aquitània.